# Club Sportivo Robur
Robur Scandicci – żeński klub siatkarski z Włoch. Został założony w 1968 w mieście Scandicci. Do rozwiązania klubu doszło w 1998.

## Sukcesy
- Mistrzostwo Włoch:
  -  1974/1975, 1975/1976, 1976/1977